# Claire Goll
Claire Goll (geboren Clara Aischmann) (Neurenberg, 29 oktober 1890 – Parijs, 30 mei 1977) was een Duits-Frans journaliste en schrijfster Ze was de vrouw van dichter Yvan Goll.

## Leven en werk
In 1911 huwde Clara Aischmann de latere uitgever Heinrich Studer, ging in Leipzig wonen en kreeg een dochter, Dorothea. Na haar scheiding emigreerde ze in 1916 naar Zwitserland, ging studeren aan de Universiteit van Genève en sloot zich daar aan bij de vredesbeweging. In die tijd begon ze ook met haar journalistieke werk en leerde ze de dichter Yvan Goll kennen. In 1918 had ze ook een affaire met Rainer Maria Rilke, met wie ze tot het einde van diens leven altijd nauw bevriend bleef.
In 1921 trouwde Claire met Yvan Goll, waarna beiden in Parijs gingen wonen. Daar begon ze met het schrijven (in het Frans) van romans, verhalen en gedichten. Ook publiceerde ze in de jaren twintig enkele gedichtenbundels samen met haar man (Poèmes d'amour, Poèmes de la jalousie en "Poèmes de la vie et de la mort").
Omdat Claire en Yvan Goll Joods waren, vluchtten ze in 1939 naar New York, om in 1947 weer terug te keren naar Parijs, waar Yvan in 1950 stierf. Na diens dood wijdde Claire Goll zich aan diens literaire nalatenschap en schreef ze enkele spraakmakende autobiografische werken. In Nederland verscheen haar – satirisch geschreven – autobiografie Alles is ijdelheid, vertaald door Frans de Haan en Marianne Kaas, in de reeks Privé-domein.
Aan het einde van haar leven zorgde Claire Goll voor opzien door de Roemeense dichter Paul Celan te betichten van het plagiëren van Yvan Goll (in de pers de “Goll-affaire” genoemd), aantijgingen die ze nooit echt hard heeft kunnen maken.